# GSC3177-2557
GSC3177-2557 — хімічно пекулярна зоря спектрального класу A5, що має видиму зоряну величину в смузі V приблизно  9,8.

## Пекулярний хімічний склад
Зоряна атмосфера GSC3177-2557 має підвищений вміст 
Si
.